# Anla
Anla é uma comuna francesa na região administrativa de Occitânia, no departamento dos Altos Pirenéus. Estende-se por uma área de 2,85 km², Em 2010 a comuna tinha 88 habitantes (densidade: 30,9 hab./km²)..